# Fred Walther
Fred Walther (* 5. Juli 1933 in Weißenfels) ist ein deutscher Maler und Grafiker.

## Leben
Walther absolvierte nach der Grundschule 1947 bis 1950 in Leipzig eine Ausbildung zum Lithografen, zu der der Besuch der Gutenbergschule für Polygraphie gehörte. 1949 bis 1950 besuchte er Abendkurse bei Max Schwimmer. 1950 bis 1952 studierte Walther an der Hochschule für Grafik und Buchkunst Leipzig bei Elisabeth Voigt und Heinz Eberhard Strüning und 1953 bis 1958 an der Hochschule für Bildende Künste Dresden bei Erich Fraaß, Hans Grundig, Rudolf Bergander und Herbert Schmidt-Walter. Für seine Diplomarbeit schuf er das Tafelbild Tierpflege.
Im Studium war Walther „von den formalen Leidenschaften der modernen Franzosen erregt worden. Paul Cezanne, Paul Gauguin, aber auch Pierre Bonnard haben ihn während seiner Studienzeit stark gefesselt.“
Nach dem Diplom war er 1958 bis 1970 freischaffend in Dresden tätig. In dieser Zeit leitete er auch ab 1964 die Dresdner Verkaufsgenossenschaft „Kunst der Zeit“.
1970 bis 1975 übte er eine Lehrtätigkeit in der Sektion Kunsterziehung der Hochschule für Bildende Künste Dresden und in der Sektion Kunsterziehung der Pädagogischen Hochschule Dresden aus. Ab 1975 war er in Radebeul und dann in Mockethal freischaffend tätig, auch als Exlibris-Künstler.
Walther war bis 1990 Mitglied des Verbandes Bildender Künstler der DDR.
Er war mit der Grafikerin Jutta Walther-Schönherr verheiratet. Er lebt in Dresden.

## Ehrung
- 1960: Kunstpreis der CDU

## Werke (Auswahl)
- Hochhausbau in Dresden (Öl auf Gewebe, 64 × 85 cm, 1963; Kunstfonds Sachsen)[4]
- Obsternte (Öl; 1967; Lindenau-Museum, Altenburg/Thür.)
- Drei Mädchen im Park  (Öl, 70 × 100 cm, 1968; Gemäldegalerie Neue Meister, Dresden)[5]
- Tatra (Mischtechnik; 1982; Kunstarchiv Beeskow)
- Im Zirkus (Öl, 1982/1983)[6]

## Ausstellungen

### Einzelausstellungen (Auswahl)
- 1963: Altenburg/Thüringen, Lindenau-Museum (mit Jutta Walther-Schönherr)
- 1964 Berlin, Kunstkabinett am Institut für Lehrerfortbildung
- 1971 Dresden, Galerie Kunst der Zeit (mit Priscilla Ann Siebert)
- 1977 Dresden, Kunstausstellung Kühl (Gemälde und Druckgrafik)
- 1983: Dresden, Galerie Kunst der Zeit (Malerei und Grafik)
- 1987/1988: Stralsund, Kulturhistorisches Museum (Gemälde und Zeichnungen)

### Ausstellungsbeteiligungen (Auswahl)
- 1969, 1977 und 1983: Leipzig („Kunst und Sport“)
- 1970: Berlin, Altes Museum („Auferstanden aus Ruinen. Druckgraphik und Zeichnungen 1945 - 1970“)
- 1972, 1974, 1979 und 1985: Dresden, Bezirkskunstausstellungen
- 1974: Berlin („Grafik in der DDR“)
- 1974: Frankfurt/Oder, Galerie Junge Kunst („Aquarell, Gouache, Tempera, Pastell“)
- 1976: Karl-Marx-Stadt, Städtische Museen („Jugend und Jugendobjekte im Sozialismus“)
- 1979: Schwerin, Staatliche Museen („Farbgrafik in der DDR“)
- 1986: Fürstenwalde („DDR-Miniaturen“)
- 1987: Leipzig, Museum der bildenden Künste („Leb und vergiss nicht. Graphik und Zeichnung von Künstlern der DDR zu russischer und sowjetischer Literatur“)